# Liste der Mitglieder der National Academy of Sciences/1953
Im Jahr 1953 wählte die National Academy of Sciences der Vereinigten Staaten 32 Personen zu ihren Mitgliedern.

## Neugewählte Mitglieder
- Lars V. Ahlfors (1907–1996)
- Percival Bailey (1892–1973)
- Horace Albert Barker (1907–2000)
- Victor H. Benioff (1899–1968)
- Joseph Bodine (1895–1954)
- Leon Brillouin (1889–1969)
- Martin J. Buerger (1903–1986)
- Herbert Edmund Carter (1910–2007)
- Jacob P. Den Hartog (1901–1989)
- David M. Dennison (1900–1976)
- Jesse W. Dumond (1892–1976)
- Carl Eckart (1902–1973)
- Robert Emerson (1903–1959)
- John F. Enders (1897–1985)
- Paul J. Flory (1910–1985)
- George Gamow (1904–1968)
- Viktor Hamburger (1900–2001)
- Einar Hille (1894–1980)
- Joseph O. Hirschfelder (1911–1990)
- James G. Horsfall (1905–1995)
- Edwin H. Land (1909–1991)
- David P. Lloyd (1911–1985)
- Henry Nissen (1901–1958)
- Jan H. Oort (1900–1992)
- Wilder Penfield (1891–1976)
- David Rittenberg (1906–1970)
- John F. Schairer (1904–1970)
- Theodore Shedlovsky (1898–1976)
- Jabez C. Street (1906–1989)
- Max Tishler (1906–1989)
- Harland G. Wood (1907–1991)
- Robert B. Woodward (1917–1979)